# Escher vom Glas

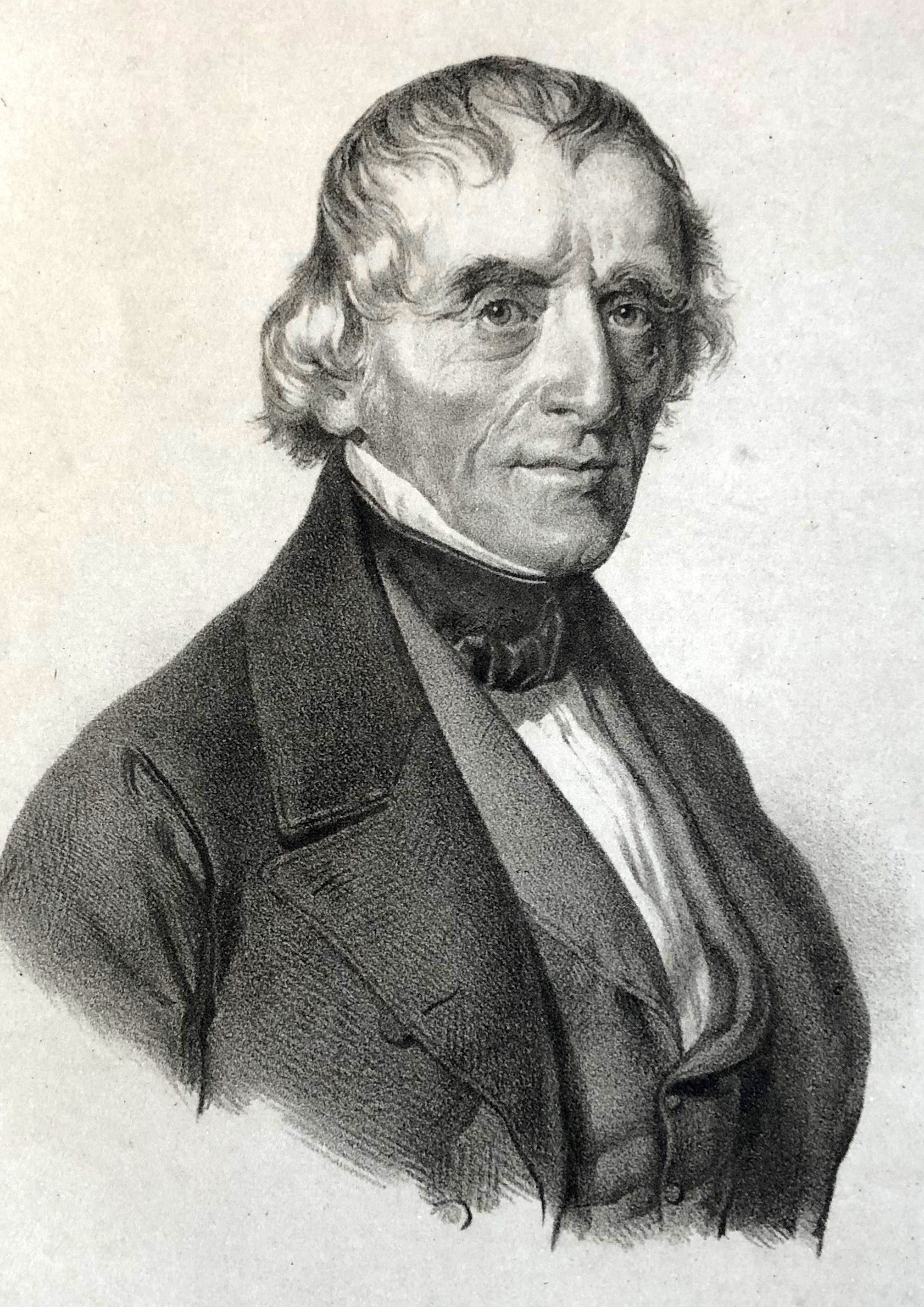
Hans Kaspar Escher (1775–1859)

Die Familie Escher vom Glas war vom 14. bis zum 19. Jahrhundert ein einflussreiches Bürgergeschlecht in der Stadt Zürich.

Wappen der Familie Escher vom Glas, Wappenscheibe des Heinrich Escher 1704

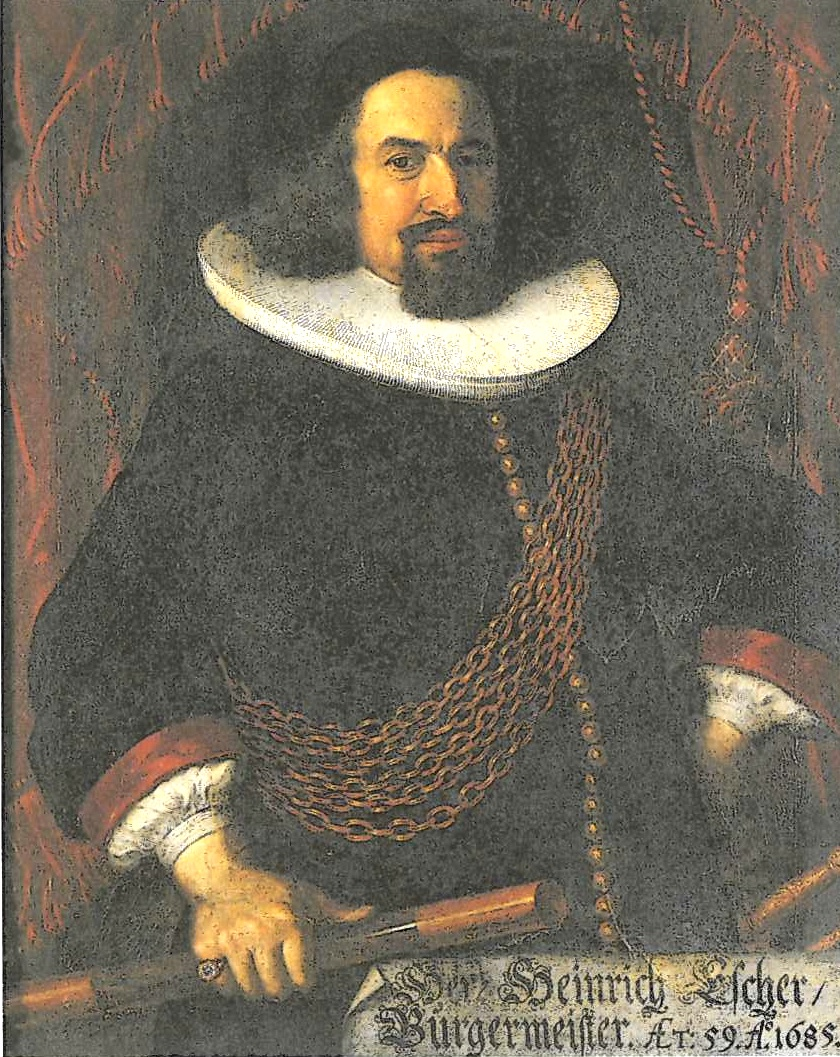
Der Zürcher Bürgermeister Heinrich Escher (1626–1710)

Die Familie Escher stammte ursprünglich aus Kaiserstuhl AG, wo um 1190 ein Ministeriale der Grafen von Habsburg Jacob Escher erwähnt wird, mit dem die ungebrochene Stammlinie der Familie beginnt. Nach dem Anfang des 13. Jahrhunderts hatten Angehörige der Familie Escher über Generationen das Amt des Schultheissen von Kaiserstuhl inne.
Die Söhne des Schultheissen Johannes (geb. 1294) erwarben im 14. Jahrhundert das Bürgerrecht der Stadt Zürich: Heinrich, Stammvater aller heutigen Escher vom Glas, am 20. Juli 1385; Johannes, Stammvater der 1433 abgespaltenen Familie der Escher vom Luchs, am 4. August 1384. Seit ihrer Einbürgerung gehörten die Escher vom Glas zu den Zürcher Spitzengeschlechtern. Stammvater Heinrich war in erster Ehe mit Margaretha zum Thor verheiratet, in zweiter Ehe mit Regula Manesse von Manegg.
Im 16. Jahrhundert bestanden zwei Linien: Die Nachkommen von Bürgermeister Rudolf Escher, Herr zu Dübelstein (Bürgermeister ab 1499, gest. 1513), dessen Enkel Niclaus 1527 das Zürcher Bürgerrecht aufgab, nach Basel zog und dort durch Heirat mit Ursula Grieb von und zu Binningen deren Schlossbesitz erwarb, nannten sich fortan Escher von Binningen. Dessen Urenkel Gervasius Escher v. Binningen (1618–1669) wurde 1655 zum Freiherrn von Umkirch und Hoffenheim ernannt. Diese Linie starb mit Franz Ferdinand Nikolaus Escher v. Binningen, Freiherr zu Umkirch und Hoffenheim (1682–1711) aus.
Die Nachfahren von Rudolfs Bruder Hans blieben in Zürich, wo sie als reiche Kaufleute und Mitglieder des Patriziats eine bedeutende wirtschaftliche und soziale Stellung innehatten.
Bis 1798 stellten die Escher vom Glas 5 Bürgermeister, 45 Vertreter im Kleinen Rat und 82 Mitglieder des Grossen Rats. Zur Familie zählten vom 16. bis zum 18. Jahrhundert 34 Obervögte, 29 Landvögte und 20 Amtsleute, allein im 18. Jahrhundert 7 Landvögte der wichtigsten Zürcher Landvogtei, der Grafschaft Kyburg. Damit waren sie neben der Familie Hirzel die einflussreichste Familie der Stadt Zürich.
Im 15. Jahrhundert waren die Escher vom Glas Gegner von Hans Waldmann, vor allem Bürgermeister Rudolf und sein Bruder Hans. 1526 wurde Hans als Gegner des Reformators Ulrich Zwingli verhaftet. Schon im folgenden Jahr wurde er wieder in alle Ehren eingesetzt und führte im Zweiten Kappelerkrieg die Zürcher Truppen an.
Zu Beginn des 17. Jahrhunderts spalteten sich die Escher vom Glas in drei Linien auf: in die sogenannte Pfauen-Escher-Linie (benannt nach dem damaligen Stammhaus, begründet von Johann Caspar Escher-Rahn, 1593–1663, Ratsherr und Landvogt zu Baden) und in die Bürgermeister-Heinrich Escher-Linie (benannt nach dem Kaufmann und Politiker Heinrich Escher-Werdmüller, 1626–1710, 1659 Landvogt zu Kyburg, Bürgermeister ab 1678) sowie in eine Linie in Frankreich (begründet von dessen jüngerem Bruder Hans Jakob Escher-Rahn, 1635–1698). Die Pfauen-Escher-Linie und die Bürgermeister Heinrich Escher-Linie teilten sich später in weitere Zweige auf.
Im 19. und 20. Jahrhundert stellten die Escher vom Glas Politiker, Kaufleute, Industrielle, Ingenieure und Wissenschaftler wie zum Beispiel Hans Conrad Escher von der Linth, Heinrich Escher und Alfred Escher. Die Familie war vor allem in der Textil- und der daraus entstandenen Maschinenindustrie tätig. Hans Caspar Escher gründete die Firma Escher, Wyss & Co.
Heute gibt es Zweige des Geschlechts in Zürich, Bern, Norditalien, Frankreich, Österreich, Deutschland und den USA. Die Familie vom Glas verfügt über zwei gegen Ende des 17. Jahrhunderts begründete Familienfonds (den der Pfauen-Escher-Linie, gegründet 1693, und den von Bürgermeister Heinrich Escher-Werdmüller (1626–1710) durch Testament vom 9. Oktober 1693 für seine Nachkommen begründeten).
Blasonierung: In Blau mit goldenem Schildbord silbernes Buckelglas, überhöht von goldenem sechsstrahligen Stern, über dem gekrönten Helm das silberne Buckelglas, überhöht von goldenem sechsstrahligen Stern.

## Weitere Familienmitglieder
- Felix Escher vom Glas (1746–1805), Schweizer Kaufmann und Politiker der Aristokraten
- Friedrich Ludwig Escher (1779–1845), Plantagenbesitzer und Sklavenhalter auf Kuba